# 黎晨
黎晨（1494年—？年），字光啓，號警庵，直隸任丘縣民籍，四川閬中縣人，明朝政治人物。

## 生平
治《詩經》，嘉靖七年（1528年）戊子科順天府鄉試第三十一名舉人。嘉靖八年（1529年）中式己丑科會試第一百四十九名，登第二甲第二十八名進士。官至寧國府知府。

## 家族
曾祖黎真，曾任教授；祖父黎愷，曾任典史；父黎顒，曾任知州。母張氏；繼母王氏。